# Ali Riza Artunkal
 (mai 2021).
Ali Riza Artunkal né en 1881 à Plovdiv, en Bulgarie actuelle, et mort en 1959 est un homme politique turc. Il a été Ministre de la défense de la Turquie du 12 novembre 1941 au 7 août 1946.